# Tomice (województwo opolskie)
Tomice (niem. Thomnitz) – wieś w Polsce położona w województwie opolskim, w powiecie prudnickim, w gminie Głogówek. Historycznie leży na Górnym Śląsku, na ziemi prudnickiej. Położona jest na terenie Płaskowyżu Głubczyckiego, będącego częścią Niziny Śląskiej.
W latach 1973–1975 miejscowość należała do gminy Lisięcice w powiecie głubczyckim. W latach 1975–1998 miejscowość należała administracyjnie do ówczesnego województwa opolskiego.
Według danych na 2011 wieś była zamieszkana przez 103 osoby.

## Geografia

### Położenie
Wieś jest położona w południowo-zachodniej Polsce, w województwie opolskim, około 7 km od granicy z Czechami, w zachodniej części Płaskowyżu Głubczyckiego. Należy do Euroregionu Pradziad. Leży na terenie Nadleśnictwa Prudnik (obręb Prudnik).

### Środowisko naturalne
W Tomicach panuje klimat umiarkowany ciepły. Średnia temperatura roczna wynosi +8,3 °C. Duże zróżnicowanie dotyczy termicznych pór roku. Średnie roczne opady atmosferyczne w rejonie Tomic wynoszą 630 mm. Dominują wiatry zachodnie.

## Nazwa
Nazwa wsi została utworzona od imienia Toma – Tomasz. Wieś po raz pierwszy wzmiankowana była pod nazwą Thomicz w XIII wieku. Do 1936 używana była niemiecka nazwa Thomnitz. Ze względu na jej polskie pochodzenie, w 1936 w miejsce nazwy nazistowska administracja III Rzeszy wprowadziła nową, niemiecką – Thomas.

## Historia
Książę Władysław opolski przekazał wieś Tomice biskupowi ołomunieckiemu Brunonowi ze Schauenburga jako wyrównanie szkód spowodowanych wtargnięciem księcia na ziemie biskupa w latach 1252–1253. Bruno ze Schauenburga wydał 6 listopada 1255 dokument lenniczy, w którym przekazał swojemu podstolemu, Herbedowi von Füllenstein, Tomice (Thomaz) z 24 łanami „in Polonia sitas”.
W XIV wieku wdowa po rycerzu Gerku sprzedała wieś Tomice klasztorowi cystersów w Kazimierzu za 130 grzywien. Do 1742 wieś należała do powiatu sądowego głogóweckiego w Monarchii Habsburgów. Po I wojnie śląskiej znalazła się w granicach Królestwa Prus i weszła w skład powiatu prudnickiego w prowincji Śląsk.

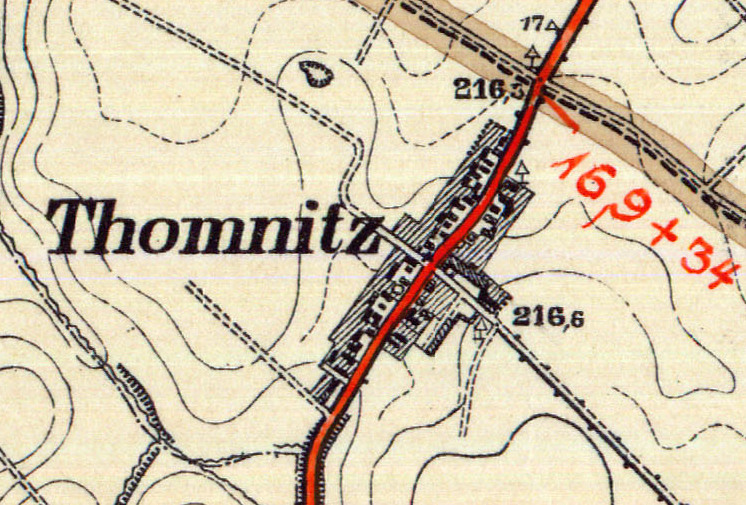
Tomice na mapie z 1913

Probostwo cystersów w Kazimierzu zostało sekularyzowane w 1810. Dwór w Tomicach w 1813 zakupił Friedrich Wilhelm von Prittwitz. W 1816 Tomice zostały odłączone od powiatu prudnickiego i przyłączone do głubczyckiego. Prittwitzowie w 1842 sprzedali Tomice głównemu sędziemu dóbr świeckich Rellerowi. Do 1894 miejscowe dzieci uczęszczały do szkoły w Kazimierzu, a później do Szonowa.
Według spisu ludności z 1 grudnia 1910, na 163 mieszkańców Tomic 152 posługiwało się językiem niemieckim, a 11 językiem polskim. Na frontach I wojny światowej zginęło 7 żołnierzy z Tomic. Do głosowania podczas plebiscytu na Górnym Śląsku uprawnionych było w Tomicach 111 osób, z czego 93, ok. 83,8%, stanowili mieszkańcy (wszyscy urodzeni w miejscowości). Oddano 111 głosów (100% uprawnionych), w tym 111 (100%) ważnych; za Niemcami głosowało 111 osób, a za Polską 0 osób.
W 1937 Tomice włączono administracyjnie do Szonowa. Podczas II wojny światowej, po wyparciu oddziałów niemieckich wieś została przejęta przez polską administrację. Wówczas w Tomicach została osiedlona część polskich repatriantów z Kresów Wschodnich. Niemieckojęzyczna ludność została wysiedlona na zachód.
W latach 1945–1950 Tomice należały do województwa śląskiego, a od 1950 do województwa opolskiego. W latach 1945–1954 wieś należała do gminy Klisino, w latach 1954–1959 do gromady Klisino, w latach 1959–1972 do gromady Szonów, a w latach 1973–1975 do gminy Lisięcice. Od 1975 Tomice znajdowały się w gminie Głogówek, a w 1999 zostały ponownie przyłączone do powiatu prudnickiego.
W spisie gromad i miejscowości na dzień 1 stycznia 1953 wymieniono Tomice jako przysiółek Szonowa. Jako przysiółek figurowały również w spisie na dzień 31 sierpnia 1964. W wykazie na czerwiec 1975 Tomice zostały wymienione jako sołectwo.
W czerwcu 2000 wieś została zwodociągowana. W 2011 Tomice przystąpiły do Programu Odnowy Wsi Opolskiej.

## Mieszkańcy
Miejscowość zamieszkiwana jest przez ludność napływową, przybyłą na Śląsk z Kresów Wschodnich po 1945 w wyniku przymusowych przesiedleń ludności polskiej.

### Liczba mieszkańców wsi
- 1910 – 163[31]
- 1966 – 161[32]
- 1998 – 132[33]
- 2002 – 112[33]
- 2009 – 102[33]
- 2011 – 103[33]
- 2013 – 108[23]

## Zabytki

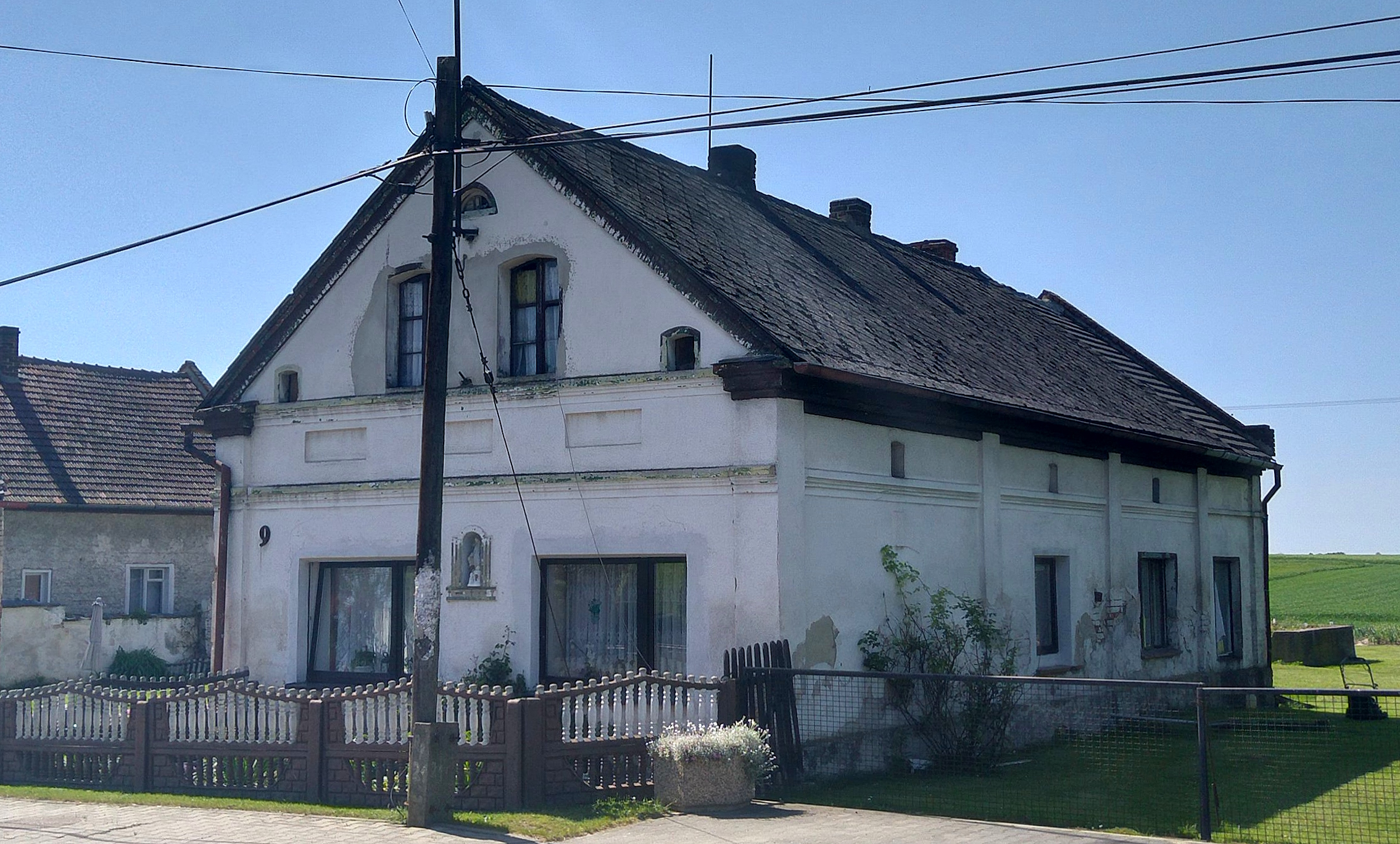
Dom mieszkalny nr 9

Zgodnie z gminną ewidencją zabytków w Tomicach chronione są:
- kapliczka dzwonnica przy domu nr 12
- dom mieszkalny nr 9
- dom mieszkalny nr 11
- dwór, ob. dom mieszkalny nr 25, 25A, 26
- stajnia dworska, nr 26
- stodoła dworska nr 25, 25A, 26
- dom podworski nr 27

## Gospodarka
W Tomicach siedzibę ma firma Murarstwo Lorenc Bogdan, zrzeszona w Cechu Rzemieślników i Przedsiębiorców w Prudniku.

## Transport

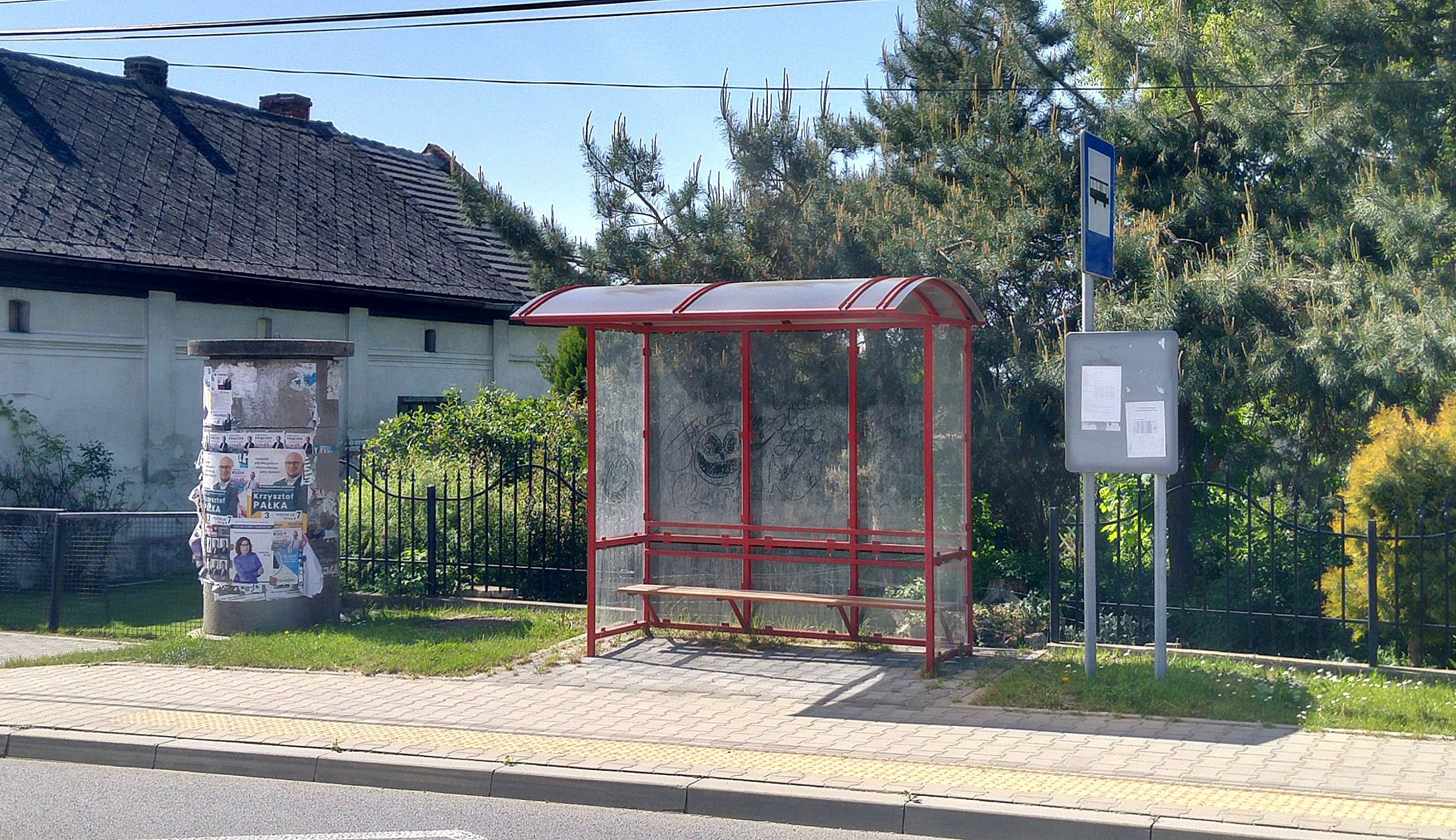
Przystanek autobusowy

Przez Tomice przebiega droga wojewódzka
- Racibórz – Krapkowice

Tomice posiadają połączenia autobusowe z Branicami, Głogówkiem, Głubczycami, Kietrzem, Opolem, Szonowem. We wsi znajduje się jeden przystanek autobusowy.

## Kultura
We wsi działa Koło Gospodyń Wiejskich.

## Religia

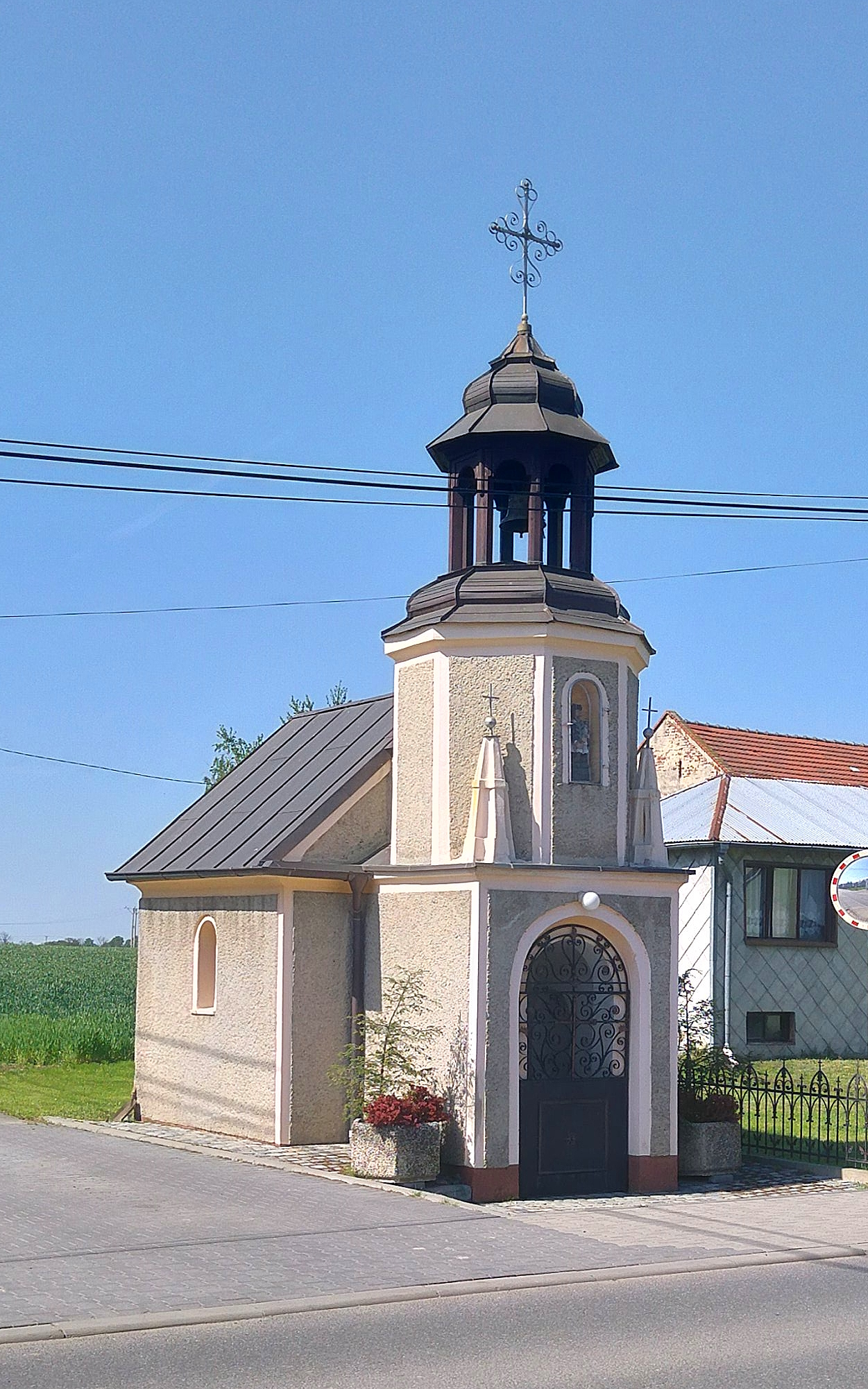
Kaplica św. Jana

Katolicy z Tomic należą do parafii św. Jadwigi w Szonowie (dekanat Głogówek). Patronem wsi jest św. Jan. W centrum wsi znajduje się kaplica z figurą św. Jana Chrzciciela. Corocznie pod kaplicą odprawiane jest nabożeństwo na cześć świętego.

## Sport
We wsi znajduje się boisko.

## Turystyka
Oddział PTTK „Sudetów Wschodnich” w Prudniku ustanowił turystyczną Odznakę Krajoznawczą Ziemi Prudnickiej, którą zdobywa się poprzez zwiedzenie odpowiedniej liczby obiektów w miejscowościach położonych na ziemi prudnickiej, w tym w Tomicach.
12 lipca 2010, w ramach organizowanego w Prudniku VI Europejskiego Tygodnia Turystyki Rowerowej, w którym wzięli udział rowerzyści z całej Europy, przez Tomice prowadziła trasa „Szlakiem Pielgrzyma”.

## Bezpieczeństwo
Miejscowość jest pod opieką dzielnicowego rejonu służbowego nr 13 Komendy Powiatowej Policji w Prudniku (Komisariat Policji w Głogówku).
Teren wsi, jak i całej gminy Głogówek, położony jest w strefie nadgranicznej w związku z czym Straż Graniczna dysponuje, na tym obszarze, specjalnymi kompetencjami w zakresie bezpieczeństwa. Gminę Głogówek obejmuje zasięgiem służbowym placówka Straży Granicznej w Opolu ze Śląskiego Oddziału SG.